# Violette Leduc
Violette Leduc (Arras, 8 aprile 1907 – Faucon, 28 maggio 1972) è stata una scrittrice francese.

## Biografia
Nacque al di fuori del matrimonio da una cameriera di nome Berthe Leduc. A Valenciennes, Violette trascorse un'infanzia segnata da una scarsissima autostima, esacerbata dall'ostilità della madre iperprotettiva e dura. Ebbe un bel rapporto di amicizia con la nonna Fideline e la zia materna, Laure.
I suoi studi, iniziati nel 1913, furono interrotti dalla prima guerra mondiale, ma li riprese, dopo la guerra, al Collège de Douai, dove ebbe due relazioni amorose, la prima con una compagna di classe, la seconda con un'insegnante di musica, che fu licenziata in seguito alla vicenda.
Nel 1926 si trasferì a Parigi, iscrivendosi al Licée Racine. Non superò l'esame di maturità, per cui cominciò a lavorare come centralinista e segretaria alla casa editrice Plon.
Nel 1938 incontrò Maurice Sachs e nel 1945 Simone de Beauvoir, che la incoraggiarono a scrivere. Il suo primo romanzo, L'asphyxie, fu pubblicato da Albert Camus con le edizioni Gallimard e meritò le lodi di Jean-Paul Sartre, Jean Cocteau e Jean Genet. 
La sua opera più famosa, l'autobiografico La bâtarde (trad. it.: La bastarda), fu pubblicato nel 1964. Candidato al premio Goncourt, che non vinse per poco, divenne subito un bestseller. La Leduc vi racconta, con una franchezza insolita in quel periodo, anche delle sue relazioni con altre donne.
Continuò a scrivere altri libri, tra cui La Folie en tête, la seconda parte della sua autobiografia letteraria.
Nel 1968 Radley Metzger trasse un film dal romanzo di Leduc Thérèse and Isabelle (trad. it.: Thérèse e Isabelle), pubblicato in Francia nel 1966 in versione censurata e solo nel 2000 integralmente, relativo all'amore lesbico fra due adolescenti, con Essy Persson e Anna Gael. 
Morì a 65 anni di cancro al seno dopo due operazioni.

## Opere
- L'Asphyxie, 1946. (trad. it. L'Asfissia, La Rosa, 1982, con una nota di Edda Melon)
- L'Affamée, 1948. (trad. it. L'Affamata, La Rosa, 1980)
- Ravages, 1955.
- La vieille fille et le mort suivi de Les Boutons dorés, 1958.
- Trésors à prendre, 1960.
- La Bâtarde, 1964, prefazione di Simone de Beauvoir (trad. it.: La bastarda, Feltrinelli 1965; Mondadori, 1989, introduzione di Carlo Jansiti).
- La Femme au petit renard, 1965 (trad. it.: La donna col renard, Feltrinelli, 1969).
- Thérèse et Isabelle, 1966 (trad. it.: Teresa e Isabella, Feltrinelli, 1969; Thérèse e Isabelle, Guanda, 1997).
- La Folie en tête, 1970 (trad. it.: La Follia in testa, La Rosa 1982).
- Le Taxi, 1971 (trad. it.: Il Taxi, Es, 1993, a cura di Angelo Morino).
- La Chasse à l'amour, 1973.
- Thérèse et Isabele, version intégrale, 2000 (trad. it.: Thérèse e Isabelle, Baldini & Castoldi, 2002, postfazione e note di Carlo Jansiti).
- Correspondance 1945-1972, a cura di Caro Jansiti, "Les Cahiers de la NRF", Gallimard, 2007

## Filmografia
- Qui êtes-vous, Polly Maggoo ?, regia di William Klein – nel film Violette Leduc interpreta se stessa (1966)
- Violette Leduc, la Chasse à l'amour, di Esther Hoffenberg – documentario (2013)
- Violette, regia di Martin Provost (2013)